# Henri d’Escoubleau de Sourdis

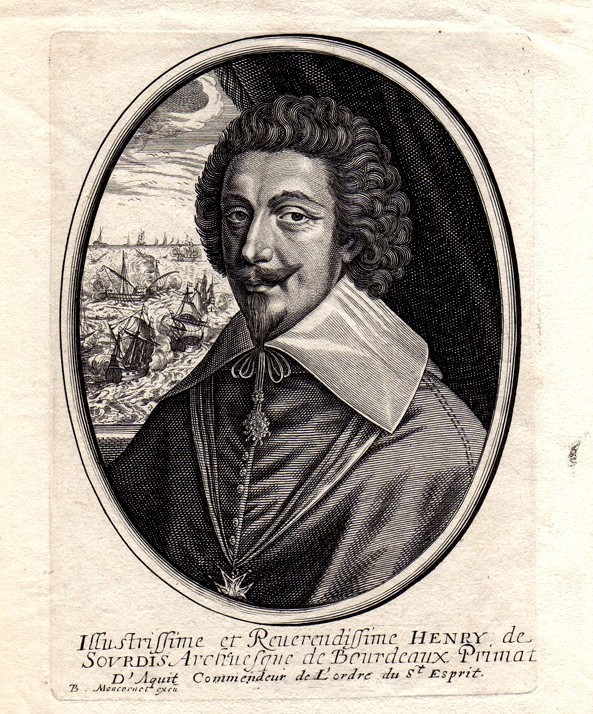
Henri d’Escoubleau de Sourdis, anonym, um 1630/45

Henri d’Escoubleau de Sourdis (~ 20. Februar 1593; † 18. Juni 1645 in Auteuil) war ein französischer Kirchenfürst und Marineoffizier des 17. Jahrhunderts. Er war Bischof von Maillezais von 1623 bis 1629 und Erzbischof von Bordeaux ab 1629, nahm zudem als Generalleutnant der königlichen Marine und Ludwig XIII. an den wesentlichen Militäroperationen seiner Zeit teil.

## Leben

Erzbischofswappen (moderne Nachzeichnung)

Er war der jüngste Sohn von François d’Escoubleau, Marquis de Sourdis et d’Alluye und Gouverneur von Chartres, und Isabelle Babou de La Bourdaisière, Dame d’Alluye, der Tante von Gabrielle d’Estrées. Henri d’Escoubleau verbrachte seine Kindheit im Schloss von Jouy-en-Josas. Er wurde am 20. Februar 1593 in der Kirche Saint-Germain-l’Auxerrois getauft. Er war für die Kirchenlaufbahn vorgesehen und bekam seine Ausbildung in Geisteswissenschaften (humanités) und Philosophie im Collège de Navarre; anschließend studierte er Recht und schloss mit der Promotion in utroque iure (d. h. Kanonisches Recht und Privatrecht) ab. Die Tonsur erhielt er mit Mai 1605, er blieb einfacher Geistlicher bis zu seiner Ernennung zum Bischof, war aber auch Kommendatarabt der Abtei Saint-Jouin im Bistum Poitiers. Sein Onkel Henri d’Escoubleau, langjähriger Bischof von Maillezais, starb 1615, sein Bruder, der Kardinal François d’Escoubleau de Sourdis trat am 23. März 1615 als Koadjutor im Bistum Maillezais zu seinen Gunsten zurück, der Wechsel wurde am 18. Mai 1616 bestätigt. Zum Bischof geweiht wurde er aber erst am 19. März 1623.
Er nahm am Dreißigjährigen Krieg teil und als Intendant de l’artillerie an der Belagerung von La Rochelle (1627–1628). Im Jahr darauf übernahm er von seinem Bruder François d’Escoubleau de Sourdis das Amt des Erzbischofs von Bordeaux. Diese Nachfolge, die Jahre zuvor bereits vereinbart worden war, wurde durch ein Dekret des Kardinals Richelieu bestätigt.
Während der Affäre um den Teufel von Loudun versucht er, die Unruhen in der Öffentlichkeit in den Griff zu bekommen, indem er die „Kranken“ internierte und den Exorzismen ein Ende setzt, wurde aber schnell von Kardinal Richelieu in Anspruch genommen, der angesichts des Abbaus des hugenottischen Einflusses in der Region diese Ereignisse ausnutzte und Jean Martin, Baron de Laubardement, als seinen Bevollmächtigten entsandte.
Sourdis wurde am 14. Mai 1633 zum Kommandeur im Ordre du Saint-Esprit ernannt. Im Jahr darauf schlug ihm Jean Louis de Nogaret de La Valette, der Gouverneur von Guyenne, während einer Prozession mit einem Stockschlag die Bischofsmütze vom Kopf. Da dem Erzbischof das duellieren untersagt war, forderte er die Exkommunikation des Angreifers, erreichte aber nur dessen Festsetzung auf sein Château de Plassac.
Neben seinem Kirchenamt betrieb er seine militärischen Aktivitäten und nahm an der Befreiung der Île Sainte-Marguerite mit der Schlacht um die Îles de Lérins (1637) teil. Es gelang ihm, Phillippe de Longvilliers de Poincy, den Vizeadmiral von Frankreich, von seinem Posten zu verdrängen. Er wurde in Anbetracht seiner Qualitäten als Navigator zum Generalleutnant ernannt und Kommandeur der Flotte du Ponant, zeichnete sich in der Seeschlacht von Getaria (22. August 1638) und der Seeschlacht von Laredo gegen die Spanier aus, war aber auch bei der Niederlage von Fontarrabie am 7. September 1638 dabei. Er versuchte, die Schuld an der Niederlage auf einen seiner Offiziere abzuwälzen, Bernard de Nogaret de La Valette d’Épernon, der aus Angst vor Versagen seinen Befehl missachtet haben soll, den Angriff zu starten. Sourdis erhielt zwar Unterstützung durch Richelieu in dieser Sache, wurde aber trotzdem durch Jean Armand de Maillé-Brézé ersetzt und zur Flotte du Levant versetzt. In seinem neuen Operationsgebiet unterstützte er den Comte d’Harcourt und die Italienarmee bei der Belagerung von Casale (1640), scheitere jedoch im Folgejahr mit der Blockade des Hafens von Tarragona. Nach weiteren militärischen Rückschlägen gegen die Spanier wurde er des Verrats beschuldigt und verlor trotz der Proteste seiner Offiziere die Gunst Richelieus. Er wurde in die Provence, bis er die Erlaubnis Ludwigs XIII. erhielt, in seine Diözese Bordeaux zurückzukehren. Er wurde jedoch vom Papst wegen seiner militärischen Aktivitäten als Erzbischof seines Amtes enthoben. Sourdis starb 1645 in Auteuil.